# Palacete Laguna
O Palacete Laguna localiza-se na esquina da rua General Canabarro com a avenida Maracanã, no bairro do Maracanã, no Rio de Janeiro e no estado do Rio de Janeiro, no Brasil.

## História
O imóvel serviu como residência do mordomo do Paço Imperial, Francisco Gomes da Silva, o "Chalaça". Os terrenos faziam parte da Quinta da Boa Vista, havendo registros de que a residência era frequentada rotineiramente pelo Imperador Pedro I do Brasil. Foi palco de reuniões históricas, como a da preparação para o episódio de declaração da maioridade de Pedro II do Brasil, em 1840.
Antes de ser chamado de Palacete Laguna, era conhecido por Chácara ou Quinta da Joana.
No início do século XX era propriedade do Ministério da Fazenda, tendo transitado para a do Ministério da Guerra. Sofreu intervenção de restauro, em 1944, para servir como imóvel destinado ao ministro da Guerra, sendo o seu primeiro morador o então ministro Eurico Gaspar Dutra.
Em 1953, recebeu a designação atual, visando homenagear os brasileiros mortos no episódio da Retirada da Laguna, durante a Guerra do Paraguai.
Foi o cerne das desavenças entre os irmãos Orlando e Ernesto Geisel. Orlando, ministro no governo de Emílio Garrastazu Médici, não desocupou o imóvel destinado ao ministro do Exército ao final de seu mandato. O seu irmão Ernesto, que havia assumido como presidente do Brasil, teria ordenado a desocupação. O general Sílvio Frota por outro lado desmente esta versão, revelando que o palácio foi cedido pelo próprio general Frota, então ministro, que  ocupou até 1978, mesmo tendo sido exonerado do cargo de ministro do Exército na Era Figueiredo. Elio Gaspari também desmente, explicando que o Orlando Geisel havia sofrido um AVC e permaneceu convalescendo no local, porém afirma que tal permanência no palácio causou polêmica na época.
A partir de 2000, o imóvel foi vinculado à então Diretoria de Assuntos Culturais (DAC), atual Diretoria do Patrimônio Histórico e Cultural do Exército (DPHCEx), com o objetivo de ser transformado em local de eventos sociais e culturais.
Em novembro de 2010, foi inaugurado o Centro de Estudos e Pesquisas de História Militar do Exército (CEPHiMEx) no Palacete Laguna.

## Características
Trata-se de uma construção típica do Primeiro Reinado, tendo conhecido acréscimos sucessivos ao longo de sua história. As suas grossas paredes de alvenaria, entretanto, ainda se conservam, chegando a ter a espessura de um metro.
O palacete possui dois pavimentos, além do subsolo, projetada em uma planta no formato em "L". Após várias modificações, uma delas feita por Theodor Marx, arquiteto alemão à serviço da Casa Imperial, deu ao palacete um estilo neoclássico, com um torreão e ala de serviços, que depois foram perdidos por outras reformas feitas na edificação. Entre tantas reformas, também recebeu  uma varanda de estilo mourisco, outra varanda no primeiro piso em ferro e uma porte-cochère. Tem um total de 17 aposentos e um túnel, que segundo rumores, era utilizado por D. Pedro I para suas fugas amorosas.

## Personagens do Palacete
O mordomo do Paço Imperial, Francisco Gomes da Silva, nasceu em Lisboa, em 22 de setembro de 1791. Veio ao Brasil junto com a comitiva de D. João VI, era soldado da guarda de honra do Imperador. Em 1830, retornou à Europa, em 1833 foi nomeado secretário do Estado da Casa de Brangança. Era o favorito de D. Pedro I, existem rumores que sua rápida ascensão foi em virtude desta intimidade que possuía com D. Pedro I, sendo também confidente dos amores reais. Morreu em 30 de setembro de 1852 em Lisboa.
Após servir de residência ao mordomo de D. Pedro I, abrigou o mordomo-mor de D. Pedro II após as reformas realizadas por Theodor Marx. O mordomo-mor era Paulo Barbosa e era o administrador da Casa Imperial, ficando sob sua responsabilidade tudo que envolvesse o funcionamento da vida pública e privada de D. Pedro II.
Em 1944, após restauração, foi residência de Eurico Gaspar Dutra.